# Pikarti
Pikarty byli nazýváni jak křesťanská sekta 16. století působící v oblastech vlámského Nizozemí, tak stoupenci vyhraněného myšlenkového směru v husitském hnutí neuznávající přítomnost Krista v eucharistii.

## Teorie o původu
Aeneas Sylvius Piccolomini (zvolený jako 210. papež Pius II.) ve své kronice odvozuje původ názvu od severofrancouzské oblasti Pikardie. Jiné prameny uvádějí, že to byli valdenští z francouzského jihu. R. 1418 přišla podle Vavřince z Březové do Čech skupina pikartsky smýšlejících lidí, hledajících náboženskou svobodu. (Je ovšem třeba poznamenat, že svoboda a tolerance v náboženství tak, jak ji chápeme dnes, byla středověkému člověku naprosto cizí a odchylka od pravé víry tak, jak ji pojímala daná náboženská skupina, se chápala jako nežádoucí.) Podle Josefa Dobrovského pocházeli tito lidé z Durynska.

## Teorie Josefa Dobrovského
Jinou teorii nabídl ve svých Dějinách českých pikartů a adamitů (v originále Geschichte der böhmischen Pikarten und Adamiten) Josef Dobrovský. Tvrdil, že kořen tohoto pojmu nutno hledat ve slově beghardi. Ve 13. století někteří lidé v touze po niternějším prožívání své víry žili pospolitým životem, podobným klášternímu, ale bez slibů. Skrovné živobytí si opatřovali prací svých rukou, volný čas věnovali modlitbě, studiu Bible a rozjímání. Mužům se říkalo beghardi, ženám bekyně. Ve svých úvahách se často dostávali za hranice pravověrnosti, a proto bývali pronásledováni inkvizicí.

## Čeští pikarti
Pikartství je učení, jež popírá skutečnou přítomnost Kristovu ve svátosti oltářní (eucharistii). Naprostá většina národa tuto tezi odmítla, ani sami husité nechápali, proč by se měli vzdát přijímání svátosti a úcty k ní. Asi od roku 1418 rozšiřoval tuto nauku rytíř Zikmund Řepanský, soudobou terminologií cosi jako laický kazatel. Našel sice jistý počet stoupenců, dokonce i v hlavním městě království, ale po odsouzení tohoto učení univerzitou zůstal v Praze tento myšlenkový směr naprosto okrajovým.
Jinak tomu bylo na Táboře, kde se vyskytoval v letech 1420–1421 trojí názor o svátosti oltářní:
Remanenční, tj. podstata chleba a vína po konsekraci ve svátosti zůstává, ale zároveň je v ní reálně přítomen i živý Kristus. Toto učení sice odmítá transsubstanciaci, ale není pikartstvím. Po vzoru Viklefově zastával tento názor v Praze Jakoubek ze Stříbra i další pražští kněží a na Táboře Mikuláš z Pelhřimova, který však později změnil názor.
Mírnější pikartství, které učilo, že Kristus ve svátosti není přítomen osobně, ale působí v ní svou milostí. Tím už jako by předznamenávalo reformaci Kalvína a Zwingliho. Stoupencem tohoto učení byl Václav Koranda starší a další kněží táborští. Později tento názor přijal i Mikuláš z Pelhřimova, řečený Biskupec (starší taborských kněží; Biskupec bylo jméno po otci), a pod jeho vedením se stalo umírněné pikartství oficiální táborskou doktrínou.
Extrémní pikartství, které odmítalo reálnou a osobní přítomnost Kristovu ve svátosti. Svátost je pouze znamením těla a krve Kristovy. Při náležitém přijímání těch znamení (posvěceného chleba a vína) Kristus dává přijímajícím své tělo a krev duchovně, do jejich duše, a tím je posiluje. Protože v eucharistii není Kristus přítomen, nemá se před ní klekat, ani se jí nemá prokazovat úcta. Chléb a víno jsou jen věci člověkem zhotovené a klekat před nimi znamená dopouštět se modloslužby. Toto učení zastávala skupina kněží táborských v čele s Martinem Húskou a Petrem Kánišem, k níž dále patřili Jan Bydlinský, Bartoš, Trsáček, nějakou dobu snad i Jan Čapek.
Extrémní pikartství snižovalo význam svátosti oltářní, znehodnocovalo výdobytek kalicha (utrakvismus) a bylo k němu přimíšeno chiliastické blouznění o blízkém konci světa a druhém Kristově příchodu. Proto bylo ostatními husity potíráno mečem a ohněm. Pod vedením Jana Žižky byla v dubnu 1421 rozehnána pikartská (adamitská) komunita, která přebývala v lesích na pravém břehu Lužnice. Padesát chycených pikartů, včetně Petra Kániše, bylo upáleno v Klokotech. Martin Húska a jeho přítel Prokop Jednooký byli na Moravě zajati Divišem Bořkem z Miletínka, vydáni pražskému arcibiskupovi Konrádovi z Vechty a poté, co navzdory mučení neodvolali své učení, 21. srpna 1421 v Roudnici nad Labem v sudu upáleni.

## Zánik
Po potlačení stoupenců sekty během 15. století slovo „pikart“ nabylo hanlivý význam, stalo se v podstatě synonymem pro "kacíře". Byli tak označováni nejen utrakvisté (ať již umírnění či radikální), ale řidčeji dokonce i katolíci (ze strany utrakvistů).